# Meritxell Benedí Altés
Meritxell Benedí Altés (Barcelona, 1977) es una política e historiadora feminista española. Desde 2021 preside el Instituto Catalán de las Mujeres.

## Biografía
Se licenció en Historia en la Universidad de Barcelona, donde entró en contacto con el movimiento feminista y fue discípula de la historiadora Mary Nash. Ha centrado su actividad investigadora y profesional en los campos de los feminismos, las políticas de igualdad y los derechos sociales en diferentes organismos y entidades y colabora con medios de comunicación.
Fue investigadora predoctoral del Grupo de Investigación Consolidado Multiculturalismo y Género de la Universidad de Barcelona y posteriormente coordinadora de Políticas de Género en el Ayuntamiento de Barcelona, así como Directora del Pacto Nacional para la Inmigración. 
Fue cesada como responsable de Proyectos Estratégicos del Departament de Trabajo, Asuntos Sociales y Familias por el artículo 155 de la Constitución Española por parte del Gobierno, tras lo que volvió al tercer sector.
Ha sido directora general de Servicios Sociales desde donde impulsó una reforma de la atención primaria de servicios sociales poniendo más peso en la acción comunitaria y la prevención e incrementando la inversión social. Desde junio de 2021 preside el Instituto Catalán de las Mujeres.
Es militante de Esquerra Republicana desde 2013 y forma parte de su Consejo Nacional. Reside en Castellterçol (Moianès), donde ha sido concejala de Cultura, Participación y Salud y es presidenta de la sección local del partido.

## Publicaciones
- Experiencias de gestión de la inmigración en el Moianès. Modilianum. Revista de estudios del Moianès. Nº. 48 – 1er semestre de 2013.
- Pacto Nacional para la Inmigración. Un pacto para vivir juntos y juntas. Revista de Trabajo Social Nº. 186 - Abril 2009.
- Revista DONA, Asociación de Mujeres Periodistas de Cataluña. Sección 'Las mujeres también estaban'. Trimestral. 2001-2005.
- Tener o no identidad o el velo como provocación. Departamento de Historia Contemporánea. Universidad de Barcelona. 2003.
- La revolución traicionada: las mujeres rusas en los primeros años de la Revolución soviética. En NASH, Mary y TABERA, Susanna. Las mujeres y las guerras. El papel de las mujeres en las guerras de la Edad Antigua en la Contemporánea . Barcelona: Icaria, 2003.
- Inmigración y ciudad. Barcelona, 1939-2004. Vivre te gérer el espace urbain au troisèème millénaire. Lecce, 2001 .